# NCSM Victoria (SSK 876)
Pour les articles homonymes, voir Victoria.
Le NCSM Victoria  (SSK 876 ) est un sous-marin d'attaque de la classe Victoria de la Marine canadienne. Il s'agissait à l'origine du HMS Unseen (S41) (classe Upholder) de la Royal Navy.  Il fut racheté par le Canada.